# Austrotartessus oriomis
Austrotartessus oriomis är en insektsart som beskrevs av Evans 1981. Austrotartessus oriomis ingår i släktet Austrotartessus och familjen dvärgstritar. Inga underarter finns listade i Catalogue of Life.